# Polskie przejścia graniczne z Białorusią
Na granicy Polski i Białorusi znajduje się trzynaście przejść granicznych – siedem drogowych, pięć kolejowych oraz jedno rzeczne. W planach jest utworzenie kolejnego przejścia granicznego we Włodawie.

## Drogowe

### Czynne
- Kukuryki-Kozłowiczy (tylko dla ruchu towarowego)
- Terespol-Brześć (tylko dla ruchu osobowego)

### Tymczasowo nieczynne
- Białowieża-Piererow (nieczynne)
- Bobrowniki-Bierestowica (10 lutego 2023 r. decyzją strony polskiej nieczynne do odwołania, powodem wyrok na Andrzeja Poczobuta[3])
- Kuźnica Białostocka-Bruzgi (od 9 listopada 2021 r. decyzją strony polskiej nieczynne do odwołania, powodem kryzys migracyjny[4])
- Połowce-Pieszczatka (nieczynne)
- Sławatycze-Domaczewo (od 28 września 2022 r. decyzją strony białoruskiej nieczynne do odwołania, powodem zły stan mostu drogowego[5])

## Kolejowe
- Czeremcha-Wysokolitowsk
- Kuźnica Białostocka-Grodno (nieczynne)[6]
- Siemianówka-Swisłocz
- Terespol-Brześć (nieczynne)[6]
- Zubki Białostockie-Bierestowica(nieczynne)

## Rzeczne
- Rudawka-Lesnaja

## Planowane
- Lipszczany-Sofijewo (drogowe, planowane)
- Chworościany-Dubnica (drogowe, planowane)
- Włodawa-Tomaszówka (drogowe, planowane)